# أرخميدس
كان أرخميدس من سرقوسة (باليونانية Αρχιμήδης) (حوالي 287-حوالي 212 قبل الميلاد) عالم رياضيات يوناني قديم، وفيزيائيًا، ومهندسًا، وعالم فلك، ومخترعًا من مدينة سرقوسة القديمة في صقلية. يعتبر أرخميدس من أبرز العلماء في العصور الكلاسيكية القديمة، وذلك على الرغم من قلة تفاصيل حياته المعروفة. يُعد أيضًا أعظم عالم رياضيات في التاريخ القديم، وأحد أعظم علماء الرياضيات على الإطلاق، وسبق عصره في مجالي التفاضل والتكامل والتحليل الرياضي من خلال تطبيق مبدأ كافالييري وطريقة الاستنفاد لاشتقاق وإثبات مجموعة من النظريات الهندسية بشكل صارم. تشمل هذه النظريات مساحة الدائرة، ومساحة السطح وحجم الكرة، ومساحة القطع الناقص، والمساحة الواقعة أسفل القطع المكافئ، وحجم قطعة السطح المكافئ الدوراني، وحجم قطعة السطح الزائدي الدوراني، ومساحة الحلزون.
تشمل إنجازات أرخميدس الرياضية الأخرى الاستخلاص التقريبي لقيمة π، وتعريف ودراسة حلزون أرخميدس، وابتكر نظامًا يستخدم الرفع الأسي للتعبير عن أعداد كبيرة جدًا. كان أيضًا من أوائل الذين طبقوا الرياضيات على الظواهر الفيزيائية، فعمل على السكونيات والموائع الساكنة. تتضمن إنجازات أرخميدس في هذا المجال إثبات قانون الرافعة، والاستخدام الواسع النطاق لمفهوم مركز الكتلة، وإعلان قانون الطفو المعروف بمبدأ أرخميدس. يُنسب إليه أيضًا تصميم الآلات المبتكرة، مثل المضخة اللولبية (لولب أرخميدس)، والبكرات المركبة، وآلات الحرب الدفاعية لحماية موطنه سرقوسة من الغزو.
توفي أرخميدس على يد جندي روماني أثناء حصار سرقوسة، وذلك على الرغم من الأوامر الصادرة بعدم إلحاق الأذى به. يصف شيشرون زيارة قبر أرخميدس، الذي كان يعلوه مجسم كروي وآخر أسطواني، بناءً على رغبة أرخميدس نفسه تخليدًا لاكتشافاته الرياضية العظيمة.
لم تكن كتابات أرخميدس الرياضية معروفة كثيرًا في العصور القديمة على عكس اختراعاته. قرأ علماء الرياضيات من الإسكندرية ونقلوا أعماله، إلا أن أول تجميع شامل لأعماله لم يحدث حتى حوالي عام 530 بعد الميلاد من قبل إيزيدور من ميليتوس في القسطنطينية البيزنطية. ساهم أوطوقيوس في القرن السادس الميلادي بشرح أعمال أرخميدس، مما جعلها في متناول جمهور أوسع للمرة الأولى. كانت النسخ القليلة نسبيًا من أعمال أرخميدس المكتوبة التي نجت خلال العصور الوسطى مصدرًا مؤثرًا للأفكار للعلماء خلال عصر النهضة ومرة أخرى في القرن السابع عشر، بينما ألقى اكتشاف أعمال أرخميدس المفقودة سابقًا في عام 1906، في طرسية أرخميدس، الضوء على الطريقة التي توصل بها أرخميدس إلى نتائجه الرياضية.

## حياته
ولد أرخميدس سنة 287 قبل الميلاد في سرقوسة أو (سيراكيوس) الواقعة بجزيرة صقلية، والتي كانت في ذلك الوقت مستعمرة متمتعة بحكم ذاتي في ماجنا غراسيا، وكان والده فلكياً شهيراً يدعى فيدياس وهو يوناني الأصل، وقد ذكر بلوطرخس في كتابه "حيوات موازية" أن أرخميدس كان مقرباً من الملك هيرو الثاني، حاكم سرقوسة، وصنع له سفينة سيراكوزيا الضخمة، سيرة أرخميدس كتبها صديق له يدعى هيراكليديس ولكن هذا العمل قد فقد، وترك تفاصيل حياته غامضة وغير معروفة، فعلى سبيل المثال، لم تذكر المراجع التاريخية ما إذا كان أرخميدس قد تزوج في فترة شبابه أو رزق بأطفال.
كمعظم الشباب آنذاك، سافر أرخميدس إلى الإسكندرية وهناك درس الرياضيات، والتقى ب قونون ساموس وإراتوستينس القيرواني وهما من علماء الرياضيات في عصره، وتشير اثنتين من أعمال أرخميدس "منهاج النظريات الميكانيكية ومشكلة الماشية (بالإنجليزية: Cattle Problem)" لديهم مقدمات موجهة إلى إراتوستينس[a]، بعدها سافر إلى اليونان طلباً للدراسة، ويعد الكثير من مؤرخي الرياضيات والعلوم أن أرخميدس من أعظم علماء الرياضيات في العصور القديمة، وهو أبو الهندسة.
وقد قتل أرخميدس سنة 212 قبل الميلاد على يد الرومان بسبب أدوات القتال التي تسببت في أن يحارب الرومان ثمانية أشهر لفتح اليونان.
ومن أشهر اكتشافاته، طرق حساب المساحات والأحجام والمساحات الجانبية للأجسام، وأثبت القدرة على حساب تقريبي دقيق للجذور التربيعية واخترع طريقة لكتابة الأرقام الكبيرة. وهو نفسه الذي حدد قيمة ط (باي) (Pi {\displaystyle 3.14}) وهي العلاقة بين محيط الدائرة وقطرها بدقة عالية. أما في مجال الميكانيكا فأرخميدس هو مكتشف النظريات الأساسية لمركز الثقل للأسطح المستوية والأجسام الصلبة واستخدام الروافع ومخترع قلاووظ أرخميدس.
ومن أبرز القوانين التي اكتشفها قانون طفو الأجسام داخل المياه والذي صار يعرف بقانون أرخميدس. وقال موريتز كانتور الذي درس على يد العالم الرياضياتي جاوس في جامعة غوتينغن أن جاوس مرة قال في محادثة معه: "أنه هناك ثلاثة علماء رياضيات فقط افتتحوا عهود رياضياتية جديدة، وهم أرخميدس، إسحاق نيوتن وغوتهولد أيزنشتاين.

## من أعمال أرخميدس

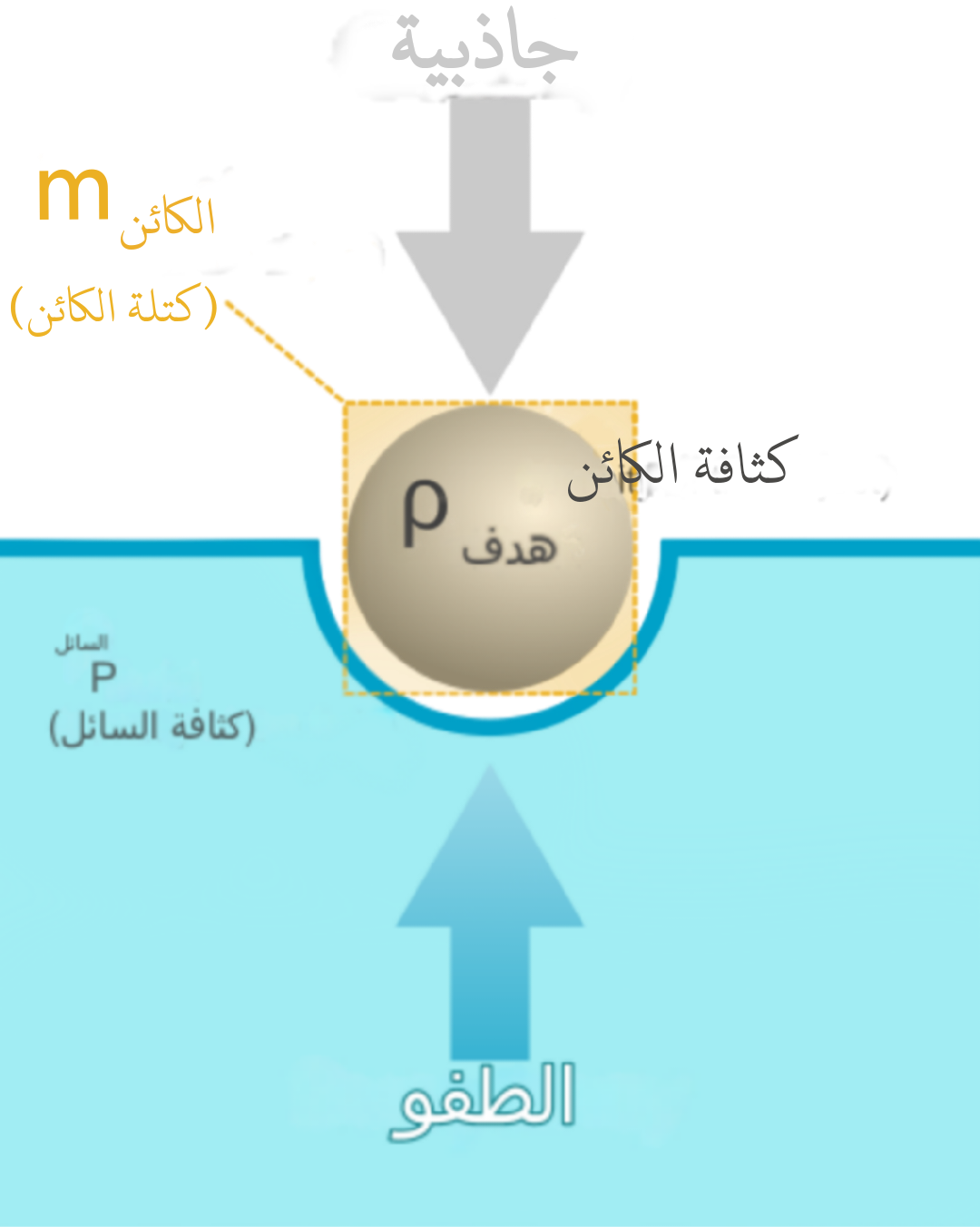
طفو أو قاعدة أرخميدس

### قاعدة أرخميدس
شك ملك سيراكوس في أن الصائغ الذي صنع له التاج قد تحايل عليه، حيث أدخل في التاج نحاس بدلاً من الذهب الخالص، وطلب من أرخميدس أن يبحث له في هذا الموضوع بدون إتلاف التاج. وعندما كان يغتسل في حمامٍ عام، لاحظ أن منسوب الماء ارتفع عندما انغمس في الماء وأن للماء دفع على جسمه من أسفل إلى أعلى، فخرج في الشارع يجري ويصيح (أوريكا، أوريكا)؛ أي وجدتها وجدتها، لأنه تحقق من أن هذا الاكتشاف سيحل معضلة التاج. وقد تحقق أرخميدس من أن جسده أصبح أخف وزناً عندما نزل في الماء، وأن الانخفاض في وزنه يساوي وزن الماء المزاح الذي أزاحه، وتحقق أيضًا من أن حجم الماء المزاح يساوي حجم الجسم المغمور. وعندئذ تيقن من إمكانية أن يعرف مكونات التاج دون أن يتلفه؛ وذلك بغمره في الماء، فحجم الماء المزاح بغمر التاج فيه لا بد أن يساوي نفس حجم الماء المزاح بغمر وزن ذهب خالص مساوٍ لوزن التاج. وكانت النتيجة: أن الصائغ فقد رأسه بسبب هذه النظرية. ووضع أرخميدس قاعدته الشهيرة المسماة قاعدة أرخميدس والتي بني عليها قاعدة الطفو فيما بعد.

### أرخميدس وط (باي)

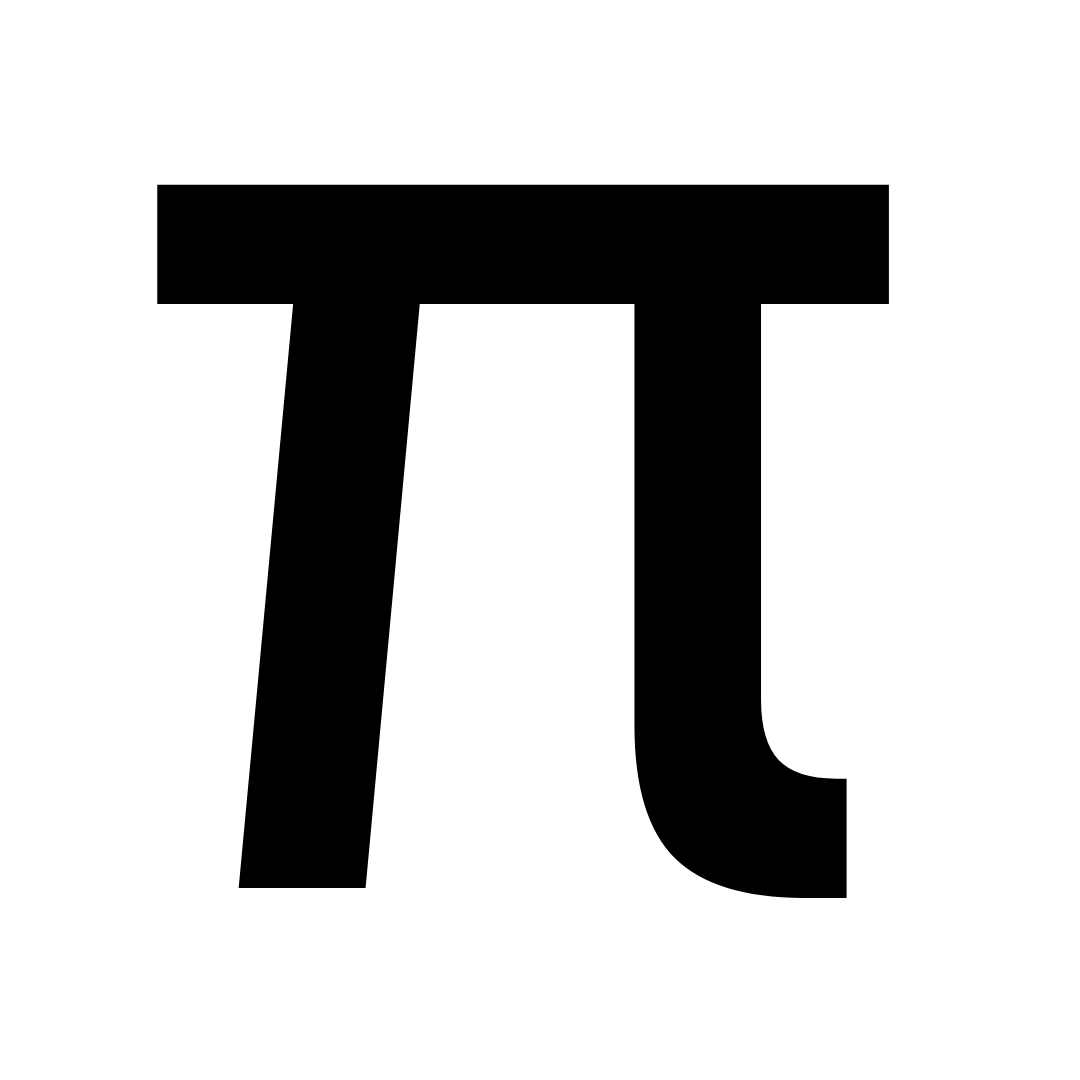
باي

حدد أرخميدس قيمة ط (باي) وهي نسبة محيط الدائرة إلى قطرها، أو بكلام آخر محيط الدائرة أطول بكم مرة من قطرها، وهذه القيمة تستخدم في حساب مساحات الدوائر وما شابهها وأحجام الكرات والاسطوانات. وطريقته في حساب ذلك اعتمدت على رسم أشكال هندسية متساوية الأضلاع داخل وخارج الدائرة حتى حدد حدوداً لقيمة ط (باي).
وقال أرخميدس: إن القيمة الدقيقة ط (باي) هي 22/7 وعندما وصل إلى قيمة ط (باي) اكتشف صعوبة الأرقام اليونانية، وأنها لا تصلح للعمليات الرياضية المعقدة، ومن ثم اقترح نظاماً رقمياً آخر يمكنه تخزين أرقام كبيرة بسهولة. وقيمة ط (باي) هي بالتقريب:3.141,592,653,589,793,238,462,643,383,279,502,884,197,169,399,375,105 ويمكن حسابها برسم دائرة كبيرة بقطر معلوم وقياس محيطها وقسمة طول المحيط المقاس على القطر المعلوم.
ولكن لأن النسبة الناتجة تساوي 3 وكسر عشري غير منتهي فيتم تقريبها إلى التقريب المطلوب حسب الغرض ولذلك تسمى (النسبة التقريبية) ليس لعدم الحصول على نتيجة دقيقة ولكن لأن كتابة النسبة دون تقريب لا تتسع لها أي ورقة... كما إنه يكفي التقريب إلى درجة الدقة المطلوبة.
علَّق فيتروفيوس في القرن الأول الميلادي على ذلك قائلا: إنه محاكاة طبيعية لقوقعة حلزونية. وفي عصر الرومان كانت حلزونة أرخميدس تعمل بالسير فوقه مثل اليدوية اليوم، ولكن في القرن الخامس عشر، كان يعمل بمحور تدوير. في مايو 1839 حلت سفينة أرخميدس بدلاً عن البدال التقليدي الذي يدور بالبخار مستخدماً دافعاً يعمل بفكرة الحلزون. في البداية عارض الناس التصميم، وأحتاج إلى أربع سنوات ليثبت أنه أفضل من سابقه.

تمثال أرخميدس

واستخدمه المصريون منذ ألفي عام وما زالوا إلى الآن يستخدمونه في الري ورفع المياه ويسمى الطنبور، ويبلغ قطره نحو 35 سنتيمتر وطوله نحو 2.5 متر. وقد صنعت حلزونة أرخميدس بمقاييس مختلفة يتراوح قطرها من ربع بوصة إلى 12 قدماً وفقا للاستخدامات المختلفة.
وكان أرخميدس شديد الولع بصناعة الآلات ودراستها، وكان هدفه الأول من هذه الدراسة هو معرفة القوانين الميكانيكية التي تتحكم في عمل الآلات. وبدأ اهتمامه الأول بدراسة الرافعة الأولية، وكانت نتيجة الدراسة هي: معرفة قوانين الروافع وتسجيلها، وتعتبر نظرياته عن الروافع من أهم نظريات الفيزياء النظرية. وقد اهتم أيضا ببعض الآلات الأخرى المعروفة في عصره مثل البكرة ومناول ترسي. واخترع العجلات المسننة، والكرة المتحركة، واكتشف نظرية العتلة، حيث قيل أنه كان يعتقد بأنه يمكن أن يرفع الأرض لو وجد مايركزها عليه. كما اخترع أحد الأجهزة التي تحاكي الحركات السماوية للشمس والقمر والكواكب.
كان ذو عقلية متعددة الاهتمامات. وكان ولعه بالرياضيات لا يشغله عن الاهتمام بالميكانيكا والفيزياء النظرية والفلك. وبفضل هذه الاهتمامات المتعددة أصبح من أوائل الذين انتقلوا بالرياضيات من المجال النظري إلى المجال التطبيقي. وقد اخترع الكثير من الآلات المعروفة باسمه، ومنها بعض الأسلحة التي استخدمت في سيراقوسة عند هجوم الرومان عليها عام 212 ق.م.
وينسب إلى أرخميدس استخدمه للأشعة الشمسية وتركيزها عبر المرايا لإحراق أسطول السفن الرومانية في عرض البحر وذلك عند هجومها على مدينته. هذه القصة لا تزال محل جدل ولم يحسم الجدل بصحتها من عدمه.

## وفاته
قُتل أرخميدس خلال «حصار سرقوسة» على يد جندي روماني على الرغم من إصدار أوامر بألا يتعرضوا له بالأذى.
ففي عام 212 ق.م كان «أرخميدس» عاكفا على حل مسألة رياضية بمنزله لا يدري شيئا عن احتلال المدينة من قبل الرومان! وبينما كان يرسم مسألته على الرمال، دخل عليه جندي روماني وأمره أن يتبعه لمقابلة «مارسيلويس»، فرد عليه «أرخميدس»: من فضلك، لا تفسد دوائري! (Noli, turbare circulos meos) وطلب منه أن يمهله حتى ينتهي من عمله، فاستشاط الجندي غضبا وسل سيفه ليطعن «ارخميدس» دون تردد. وسقط «أرخميدس» على الفور غارقًا في دمائه، ولفظ أنفاسه الأخيرة. وقيل أنه قتل عن طريق الخطأ فدفنه الرومان وعلّموا قبره بالشكلين الأثيرين عنده: الكره والأسطوانة.

## روابط خارجية
- أرخميدس على موقع الموسوعة البريطانية (الإنجليزية)
- أرخميدس على موقع إن إن دي بي (الإنجليزية)